# Andreas Marek

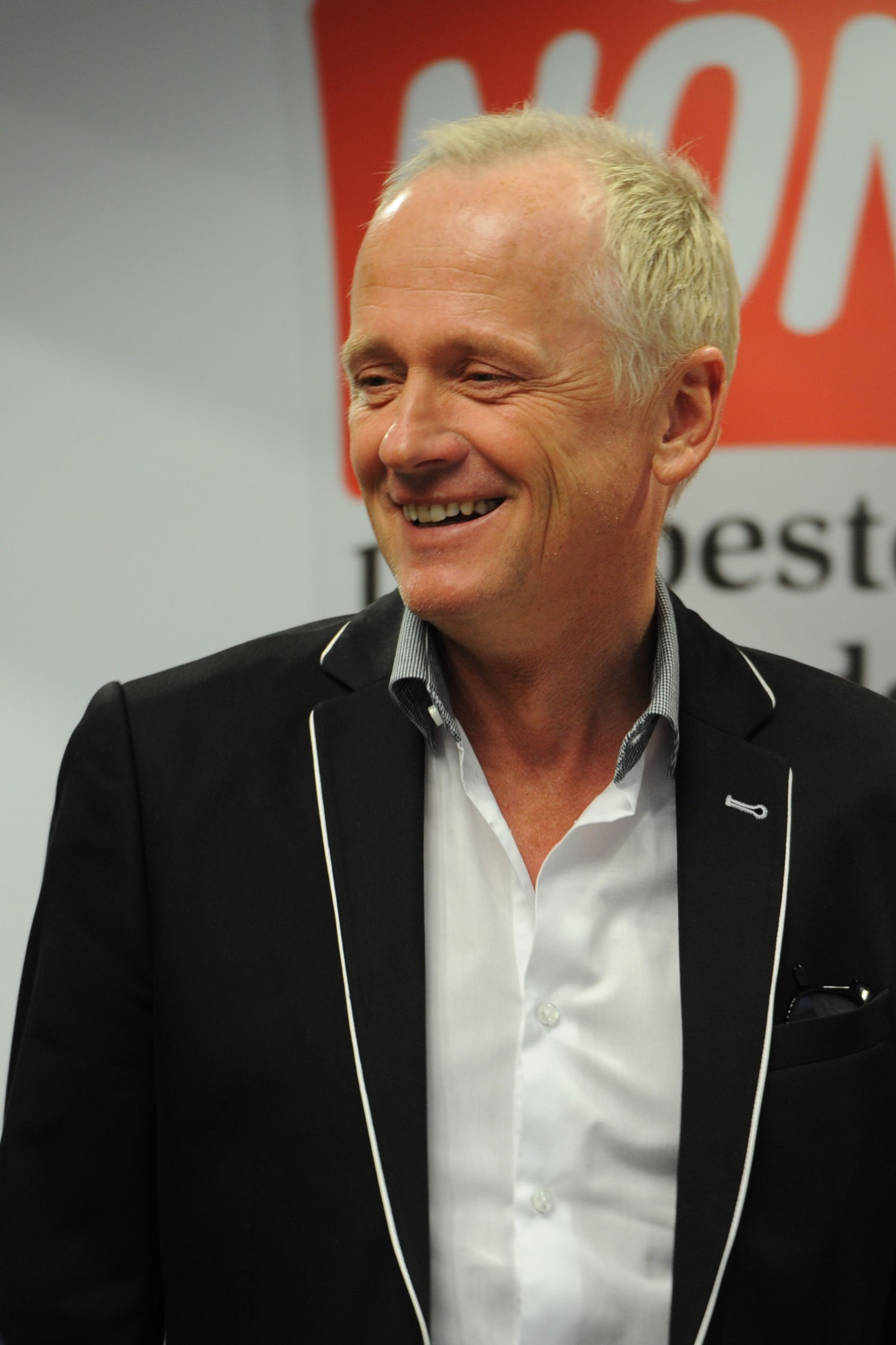
Andreas Marek 2013

Andreas „Andy“ Marek (* 25. Juli 1962 in Groß-Siegharts) ist ein österreichischer Stadionsprecher, Moderator, Sänger und Eventorganisator.

## Leben
Der gebürtige Waldviertler begann bereits in jungen Jahren mit dem Singen und gehörte als Zehnjähriger den Altenburger Sängerknaben an, mit denen er durch Europa reiste. Mit 15 Jahren gründete er seine erste Band und veröffentlichte wenig später seine erste Single – drei weitere Platten, darunter eine LP (Andy Marek), folgten bis 1984. Produziert wurde alles von Kurt Brunthaler über das Label Earl Records.
Er nahm 1984 an der österreichischen Vorausscheidung zum Grand Prix Eurovision de la Chanson teil, belegte mit seinem Lied Top Secret (Autor und Komponist: Kurt Brunthaler) den sechsten Platz.
Von 1992 bis 2020 war Marek Stadionsprecher des Fußballvereins SK Rapid Wien und moderierte, in den 27½ Jahren, 599 Bewerbsspiele des SK Rapid in Serie. Er hatte bei diesem Verein auch andere Funktionen inne, insbesondere die Leitung des von ihm 1998 gegründeten „Klubservice“, zu dessen Aufgabenbereich das Ticketing, die Mitgliederverwaltung, das Merchandising und die Fanshops, die Organisation aller Rapid-Veranstaltungen, die Betreuung der Fanklubs, die Organisation des VIP Bereichs, die Spieltagorganisation gehörten. Seit dem Jahr 1994 ist er auch Stadionsprecher der österreichischen Nationalmannschaft in Wien (offizieller Titel: „Teamspeaker“).
Seit vielen Jahren moderiert Marek zahlreiche Show- und Sportevents quer durch Österreich und ist auch als Eventorganisator tätig.
Bei der Fußball-Europameisterschaft 2016 wurde Marek als „Team Speaker des Nationalteams“ für Österreich benannt. Diese Funktion hatte er bereits bei der EM 2008.
Bei der Hauptversammlung des SK Rapid Wien am 25. November 2019 kündigte Andy Marek an, im Februar 2020 aus gesundheitlichen Gründen von allen Tätigkeiten beim SK Rapid zurückzutreten.
Sein letztes Spiel als Stadionmoderator des SK Rapid absolvierte er am 16. Februar 2020 beim Heimspiel gegen die WSG Tirol.
Am 27. Mai 2021 erschien seine Autobiografie Andy Marek. Mein Leben mit Rapid – 27,5.

## Privates
Andy Marek ist seit 1996 mit Sabine Marek verheiratet, mit der er zwei gemeinsame Kinder hat.

## Auszeichnungen
- 2006: Goldenes Verdienstzeichen des Landes Wien für sein soziales Engagement.[6]
- 2012: Goldenes Ehrenzeichen für Verdienste um das Bundesland Niederösterreich

## LP
- 1984: Andy Marek, Earl Records